# Antrostomus ridgwayi
El chotacabras tucuchillo (Antrostomus ridgwayi), también conocido como tapacamino tu-cuchillo, chotacabra préstame-tu-cuchillo, tapacaminos préstame-tu-cuchillo,tapacaminos tucuchillo, chotacabras tucuchillo, prestame-tu-cuchillo, pucuyo collar claro, pocoyo collarejo y pocoyo collajero,  es una especie de ave caprimulgiforme de la familia Caprimulgidae. Es nativo del sur de los Estados Unidos, México, Guatemala, Honduras y Nicaragua. Su hábitat consiste de bosque seco subtropical y tropical y  matorrales. Su nombre científico le fue dado en honor al ornitólogo Robert Ridgway.

## Subespecies
Las siguientes subespecies son reconocidas:
- Caprimulgus ridgwayi ridgwayi (Nelson, 1897)
- Caprimulgus ridgwayi troglodytes Griscom, 1930